# Крюков, Николай Александрович (инженер-генерал)
Николай Александрович Крюков (11 (23) мая 1850 — 29 октября (11 ноября) 1915) — инженер-генерал Российской императорской армии, военный инженер, начальник Николаевской инженерной академии и училища, заслуженный ординарный профессор, член Военного совета. Участник русско-турецкой войны 1877—1878 годов.

## Биография
Родился 11 (23) мая 1850 года в семье капитана Александра Логиновича Крюкова; мать — Анна Васильевна Тулякова, дочь купца 2-й гильдии. В семье родились также дочери: Софья (06.09.1848—?) и Анна (09.09.1852—?).
В 1862 году поступил во 2-й класс новооткрывшейся 6-й гимназии Санкт-Петербурга. Окончив 5-й класс гимназии осенью 1866 года поступил в Николаевское инженерное училище и с 16 сентября был зачислен в императорскую армию. В 1869 году окончил училище и 12 июля того же года произведён в подпоручики, с назначением в 6-й сапёрный батальон. Произведён в чин поручика со старшинством с 14 июля 1872 года. В 1872 году поступил в Николаевскую инженерную академию и 24 ноября 1873 года «за отличные успехи в науках» произведён в штабс-капитаны. После окончания в 1874 году академии по 1-му разряду зачислен по инженерному корпусу и служил на должностях военного инженера сперва в Кавказском, а затем Петербургском военном округе. 27 марта 1877 года получил чин капитана.
Участвовал в русско-турецкой войне 1877—1878 годов. По мобилизации армии в конце 1876 года переведён в Кишинёв в распоряжение начальника 3-й сапёрной бригады. С началом войны прикомандирован к 7-му сапёрному батальону, а 1 ноября 1877 года назначен на должность офицера для поручений при начальнике инженеров Действующей армии. Участвовал в постройке береговых батарей на Дунае, у Рени, Фламунда и Магурели, руководил постройкой мостов у Тырнова и Сейменли, через Марицу у Андрианополя, заготовлял материалы для моста у Филиппополя. За отличие при действиях против турецких мониторов и обстреливании батарей Никополя с 11 по 16 июня 1877 года награждён орденом Святой Анны 3-й степени с мечами и бантом.
С 23 сентября 1882 года был назначен штатным преподавателем по фортификации в Николаевскую инженерную академию и училище; 17 апреля 1883 года произведён в подполковники, 30 августа 1887 года «за отличие по службе» — в полковники; 21 апреля 1893 года получил звание экстраординарного профессора, 30 сентября 1898 года включён в число членов конференции академии. В 1900 году, 3 февраля был назначен инспектором классов академии и училища, а 25 февраля произведён в генерал-майоры; 12 ноября 1900 года получил звание ординарного профессора, а 1 июня 1903 года удостоен звания заслуженного ординарного профессора Николаевской инженерной академии. С 24 декабря 1905 года, после назначения начальника академии и училища генерал-лейтенанта Саранчова начальником 23-й пехотной дивизии, временно исполнял обязанности начальника академии и училища. Высочайшим приказом от 10 мая 1906 года назначен начальником Николаевской инженерной академии и училища, и 6 декабря того же года получил чин генерал-лейтенанта.
Являясь специалистом по военным сообщениям, в 1897 году участвовал в выработке типов мостов для полевых железных дорог. Составил отдел «Военные мосты» наставления для инженерных войск, а также курс Николаевского инженерного училища «Военные сообщения» из двух частей («Переправы и обыкновенные дороги» и «Железнодорожное дело»), неоднократно переиздававшиеся. В 1886 году подготовил справочную книжку «Укрепление полевых позиций». Был автором многочисленных публикаций по вопросам военных сообщений в «Инженерном журнале» и «Русском инвалиде», одна из которых, «Узкая колея железной дороги по сравнению с широкой», в 1898 году была удостоена 3-й премии журнала.
С 26 июля 1914 года был назначен состоять в распоряжении военного министра, с отчислением от должности начальника академии и училища и 29 октября того же года назначен членом Военного совета; 22 марта 1915 года произведён в инженер-генералы.
Скончался 29 октября (11 ноября) 1915 года в Петрограде.
С 12 апреля 1887 года был женат на купеческой дочери Анне Алексеевне Петровой; 9 октября 1989 года у них родился сын Николай, затем ещё двое детей.

## Награды
Награждён российскими орденами:
- Орден Белого орла (30 июля 1915);
- Орден Святого Владимира 2-й степени (6 декабря 1913);
- Орден Святой Анны 1-й степени (6 декабря 1909);
- Орден Святого Станислава 1-й степени (6 декабря 1903);
- Орден Святого Владимира 3-й степени (1890);
- Орден Святого Владимира 4-й степени (1886);
- Орден Святой Анны 2-й степени (1883);
- Орден Святого Станислава 2-й степени (1879);
- Орден Святой Анны 3-й степени с мечами и бантом (1877).